# Lộc Thịnh, Ngọc Lặc
Lộc Thịnh là một xã thuộc huyện Ngọc Lặc, tỉnh Thanh Hóa, Việt Nam.
Xã có diện tích 15,53 km², dân số năm 1999 là 3262 người, mật độ dân số đạt 210 người/km².